# 奈良県道240号橿原神宮西口停車場線
奈良県道240号橿原神宮西口停車場線（ならけんどう240ごう かしはらじんぐうにしぐちていしゃじょうせん）は、奈良県橿原市を通る一般県道である。

## 概要
橿原市久米町の近鉄橿原線・近鉄南大阪線・近鉄吉野線 橿原神宮前駅西出口から久米交差点に至る。
名称が橿原神宮西口停車場線となっているが、この道路は近鉄南大阪線 橿原神宮西口駅から延びているのではなく、近鉄橿原線・近鉄南大阪線・近鉄吉野線 橿原神宮前駅の西出口から延びている。奈良県で最も短い県道と言われている。

### 路線データ
- 起点：奈良県橿原市久米町（近鉄橿原線・近鉄南大阪線・近鉄吉野線 橿原神宮前駅西出口）
- 終点：奈良県橿原市久米町（久米交差点、奈良県道133号戸毛久米線・奈良県道207号見瀬五井線交点）
- 総延長：132 m

## 歴史
- 1969年（昭和44年）9月5日 - 路線認定。

## 地理

### 通過する自治体
- 奈良県
  - 橿原市

### 交差する道路
| 交差する道路                                    | 交差する場所 | 交差する場所      |
| ----------------------------------------------- | ------------ | ----------------- |
| 奈良県道133号戸毛久米線 奈良県道207号見瀬五井線 | 久米町       | 久米交差点 / 終点 |

### 沿線
- 近鉄橿原線・近鉄南大阪線・近鉄吉野線 橿原神宮前駅